# Вальдивские леса
Вальдивские леса — дождевые смешанные леса умеренного климата, экорегион Южной Америки, часть Неотропики. Название происходит от города Вальдивия.
Расположены леса в центре Западной Патагонии, преимущественно на территории Чили, небольшая часть — в Аргентине. Соседние экорегионы — Магеллановы леса, Патагонская пустыня, Чилийский маквис и степи Южных Анд. Площадь Вальдивских лесов оценивается в 250—300 тыс. км², это больше территории Великобритании. Месторасположение — район 40° южной широты у склонов Анд (до высоты 1200—2200 м) и остров Чилоэ.
Климат влажный (1500—3000 мм осадков в год), дожди выпадают круглый год. Средняя температура 12-15°С летом и 6-8°С зимой, в горных районах ещё прохладнее.
Вальдивские леса — вечнозелёные, однако в них произрастают и листопадные растения. Также встречаются хвойные виды и папоротники. Многие виды — эндемики Патагонии, встречаются либо лишь в Вальдивских лесах, либо в них и соседних регионах.
Типичные представители флоры региона — лума, фицройя, экстоксикон, лапажерия, майтенус магелланский, несколько видов псевдопанакса и нотофагуса, Eucryphia cordifolia, Caldcluvia paniculata, Тинео (Weinmannia trichosperma), Podocarpus nubigenus, араукария чилийская.
Среди животного мира обычны реликтовый чилоэский опоссум, самый маленький олень в мире пуду, чилийская кошка кодкод. В XX веке интродуцирован дикий кабан.
В Чили и Аргентине на территории Вальдивских лесов создано около 20 национальных парков и охраняемых зон.